# 山内村 (熊本県)
山内村（やまうちむら）は、熊本県の北部、鹿本郡にかつてあった村。

## 歴史
- 1889年（明治22年）4月1日 - 町村制施行に伴い、山本郡梅木谷村、北谷村、仁王堂村、下野村、大浦村、中浦村が合併し、山内村が発足。
- 1896年（明治29年）4月1日- 山鹿郡と山本郡が合併して鹿本郡となる。
- 1955年（昭和30年）7月1日 - 鹿本郡千田村、米野岳村と合併して鹿央村となり消滅。